# Heteromeringia annulipes
Heteromeringia annulipes is een vliegensoort uit de familie van de Clusiidae. De wetenschappelijke naam van de soort is voor het eerst geldig gepubliceerd in 1913 door Johnson.